# Joe Gilgun
Joseph William "Joe" Gilgun, född 9 mars 1984 i Chorley, Lancashire, England, är en brittisk skådespelare.

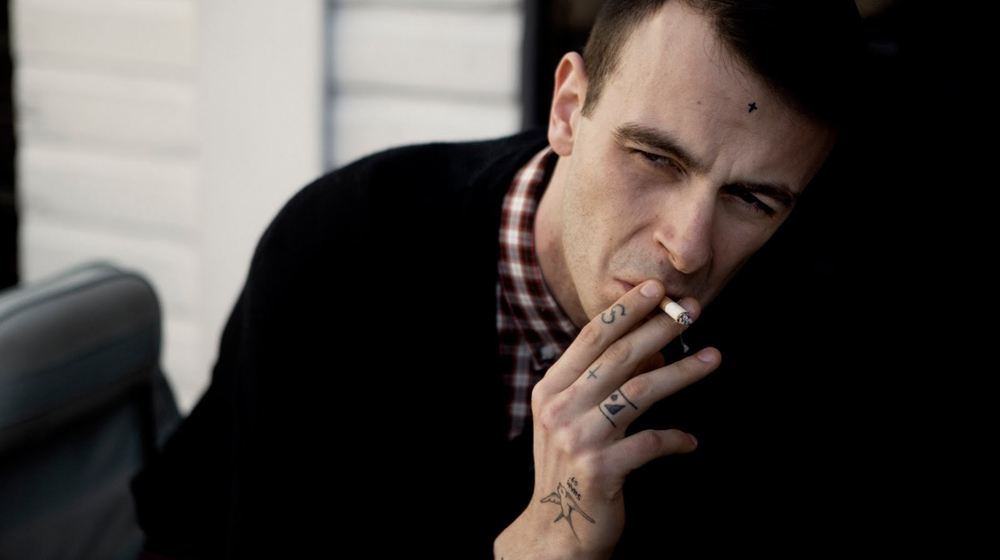
Joe Gilgun i rollen som Woody i This Is England.

Gilgun är främst känd för rollen som Woody i Shane Meadows film This Is England samt de uppföljande miniserierna This Is England '86, This Is England '88 samt This Is England '90. En roll som han blivit nominerad till två stycken BAFTA Awards för. Som barn spelade Gilgun rollen som Jamie Armstrong i såpan Coronation Street mellan 1994 och 1997. Mellan 2006 och 2010 hade han rollen som Eli Dingle i tv-serien Hem till gården. Mellan 2011 och 2013 spelade han i TV-serien Misfits. 2012 spelade han i Luc Bessons långfilm Lockout. Sedan 2016 spelar Gilgun en av huvudrollerna i den amerikanska TV-serien Preacher, en serie som han även producerat några avsnitt av.
Gilgun har dyslexi och ADHD vilket han flera gånger pratat öppet om i intervjuer.

## Filmografi i urval
- 1994–1996 – Coronation Street (TV-serie)
- 2006 – This Is England
- 2006–2010 – Hem till gården (TV-serie)
- 2010 – This Is England '86 (TV-serie)
- 2011 – This Is England '88 (TV-serie)
- 2011–2013 – Misfits (TV-serie)
- 2012 – Lockout
- 2014 – Pride
- 2015 – This Is England '90 (TV-serie)
- 2016–2018 – Preacher (TV-serie)
- 2016 – The Infiltrator